# Handball-Oberliga Baden-Württemberg der Männer
Die Baden-Württemberg Oberliga (BWOL) war die gemeinsame höchste Spielklasse der drei selbständigen Landesverbände Baden, Südbadischer Handballverband und Handballverband Württemberg, die zum übergeordneten Regionalverband Süddeutscher Handballverband (SHV) gehörten. Sie war nach der Handball-Bundesliga, der 2. Bundesliga sowie der 3. Liga die vierthöchste Spielklasse beim Deutschen Handballbund (DHB). Ab der Saison 2024/25 wird die Oberliga von der Regionalliga Baden-Württemberg abgelöst.
Zur Saison 2025/26 ist eine Zusammenlegung der Handballverbände Badens, Südbadens und Württembergs geplant.

## Geschichte
Die Liga wurde zur Saison 2000/01 neu eingeführt. Nach Abschluss der Vorsaison hatten sich hierzu 16 Vereine qualifiziert: sechs Absteiger aus der damaligen Regionalliga Süd sowie zehn Vertreter aus den höchsten Ligen der drei Landesverbände.

### Modus
Meister und Vize-Meister der BWOL sind seit der Saison 2003/04 direkt für die nächsthöhere Spielklasse qualifiziert; bis zur Saison 2009/10 war das die Regionalliga Süd, nach der Ligastrukturreform des DHB 2010 die Südstaffel der 3. Liga.

## Handball-Regionalliga Baden-Württemberg
Mit Beginn der Saison 2024/25 wird die Oberliga von der Regionalliga Baden-Württemberg abgelöst. Auch die RL-Baden-Württemberg wird von den Landesverbänden Baden, Südbaden und Württemberg organisiert werden. Die RL-BW soll mit 16 Mannschaften gebildet werden. Der Meister kann direkt in die 3. Liga aufsteigen. Die bisher untergeordneten Baden-, Südbaden- und Württembergliga sollen ab 2024/25 in Oberliga umbenannt werden. Es steigen so viele Mannschaften ab (maximal vier), bis die Ligastärke von 16 Teams incl. zwei Aufsteigern aus den Oberligen und möglichen Absteigern aus der 3. Liga erreicht ist.

### Mannschaften 2024/25
| - TV Willstätt - TV Bittenfeld 2 - TV Plochingen - TSG Söflingen | - HSG Ostfildern - TuS Schutterwald - HSG Albstadt (N) - MTG Wangen (N) | - VfL Waiblingen (A) - TSV 1899 Blaustein - TSV Heiningen 1892 - HC Neuenbürg 2000 | - TSV 1866 Weinsberg - TSB Schwäbisch Gmünd - TV Germania Großsachsen - Saase3 Leutershausen Handball 2 |

- (A) = Absteiger aus der 3. Liga (N) = neu in der Liga

## Meister und Vizemeister der Baden-Württemberg Oberliga
| Saison  | Meister | Punkte | Vizemeister | Punkte | Torschützenkönige | Tore |
| ------- | --- | --- | --- | --- | --- | --- |
| 2000/01 | SG Köndringen/Teningen | 50:10 | TSV Altensteig | 47:13 | Aurelijus Steponavicius (SG Köndringen/Teningen) | 221/46 |
| 2001/02 | SG Bietigheim-Metterzimmern | 55:50 | TV Oppenweiler | 49:11 | Lubomir Vermirousky (BSV Phönix Sinzheim) | 262/29 |
| 2002/03 | SG Heddesheim | 50:60 | SG Köndringen/Teningen | 48:80 | Christian Hefter (SG Köndringen/Teningen) | 274/51 |
| 2003/04 | TV Bittenfeld | 52:80 | SG Pforzheim/Eutingen | 43:17 | Udo Wild (HG Königshofen/Sachsenflur) | 251/54 |
| 2004/05 | TSG Söflingen | 55:50 | TSV Neuhausen/Filder | 47:13 | Jörg Bader (SG Heidelsheim/Helmsheim) | 261/112 |
| 2005/06 | TV Neuhausen/Erms | 53:70 | HSG Langenau/Elchingen | 51:90 | Andreas Blodig (SV Fellbach) | 270/81 |
| 2006/07 | TSV Birkenau | 49:15 | TSV Neuhausen/Filder | 49:15 | Andreas Blodig (SV Fellbach) | 238/76 |
| 2007/08 | TSB Heilbronn-Horkheim | 48:16 | HSG Langenau/Elchingen | 44:20 | Michael Schilling (TSV Altensteig) | 278/123 |
| 2008/09 | SG Leutershausen | 54:60 | HBW Balingen-Weilstetten 2 | 46:14 | Tobias Kaiser (TuS Schutterwald) | 256/80 |
| 2009/10 | TVG Großsachsen | 53:70 | SG Pforzheim/Eutingen | 52:80 | Dirk Holzner (BSV Phönix Sinzheim) | 305/117 |
| 2010/11 | HV Stuttgarter Kickers | 57:70 | TSV Neuhausen/Filder | 51:13 | Florian Taafel (TSG Pforzheim) | 313/80 |
| 2011/12 | TVG Großsachsen | 53:70 | SG Kronau/Östringen 2 | 51:90 | Tim Landenberger (TSV Weinsberg) | 222/58 |
| 2012/13 | TGS Pforzheim | 52:80 | SV Kornwestheim | 44:16 | Florian Taafel (TGS Pforzheim) | 270/80 |
| 2013/14 | SG Nußloch | 52:80 | TSV Neuhausen/Filder | 46:14 | Pierre Freudl (SG Nußloch) | 235/86 |
| 2014/15 | VfL Pfullingen | 52:80 | HC Oppenweiler/Backnang | 49:11 | Timo Roll (TV Oberkirch) | 237/73 |
| 2015/16 | HG Oftersheim/Schwetzingen | 48:12 | SG Pforzheim/Eutingen | 46:14 | Jochen Nägele (SG Lauterstein) | 244/77 |
| 2016/17 | SV Salamander Kornwestheim | 51:90 | TSV Neuhausen/Filder | 47:13 | Peter Jungwirth (SV Salamander Kornwestheim) | 258/77 |
| 2017/18 | TVS 1907 Baden-Baden | 44:16 | TV 08 Willstätt | 43:17 | Christian Fritz (TVS 1907 Baden-Baden) | 245/83 |
| 2018/19 | TSV Blaustein | 42:14 | TV Plochingen | 40:16 | Lukas Fischer (TV Plochingen) | 253/101 |
| 2019/20 | SG Pforzheim/Eutingen | 169,6* | HSG Konstanz II | 147,8* | Christoph Baumann (TuS Schutterwald) | 189/44 |
| 2020/21 | Meisterschaft wurde wegen COVID-19-Pandemie abgebrochen, mit TSV Neuhausen/F. 1898 und TSG Söflingen gab es dennoch zwei Aufsteiger in die 3. Liga. | Meisterschaft wurde wegen COVID-19-Pandemie abgebrochen, mit TSV Neuhausen/F. 1898 und TSG Söflingen gab es dennoch zwei Aufsteiger in die 3. Liga. | Meisterschaft wurde wegen COVID-19-Pandemie abgebrochen, mit TSV Neuhausen/F. 1898 und TSG Söflingen gab es dennoch zwei Aufsteiger in die 3. Liga. | Meisterschaft wurde wegen COVID-19-Pandemie abgebrochen, mit TSV Neuhausen/F. 1898 und TSG Söflingen gab es dennoch zwei Aufsteiger in die 3. Liga. | Meisterschaft wurde wegen COVID-19-Pandemie abgebrochen, mit TSV Neuhausen/F. 1898 und TSG Söflingen gab es dennoch zwei Aufsteiger in die 3. Liga. | Meisterschaft wurde wegen COVID-19-Pandemie abgebrochen, mit TSV Neuhausen/F. 1898 und TSG Söflingen gab es dennoch zwei Aufsteiger in die 3. Liga. |
| 2021/22 | SG Köndringen/Teningen | 53:7 | TVS 1907 Baden-Baden | 48:12 | Maurice Bührer (SG Köndringen/Teningen) | 245/61 |
| 2022/23 | TGS Pforzheim | 52:16 | VfL Waiblingen | 50:18 | | |
| 2023/24 | HG Oftersheim/Schwetzingen | 46,5 | TVS 1907 Baden-Baden | 37,21 | | |
| 2024/25 | | | | | | |

* Die Saison wurde aufgrund der unterschiedlichen Anzahl an absolvierten Spielen zum Zeitpunkt des Abbruchs auf Basis der Quotienten-Regelung {\textstyle {\frac {Pluspunkte}{Anzahl\ der\ absolvierten\ Spiele}}\times 100} gewertet.